# Černýš (rod)
Černýš (Melampyrum) je rod poloparazitických rostlin z čeledi zárazovité (Orobanchaceae).
Celý rod je podle různých taxonomických pojetí rozlišován na 20–40 druhů, které se vyskytují ve třech samostatných oblastech. Největší oblastí je Evropa odkud areál rodu zasahuje několika druhy na Sibiř na Kavkaz a do Malé Asie. Druhou oblastí je Východní Asie a třetí oblastí Severní Amerika. Největší zastoupení jednotlivých druhů je pravděpodobně na Balkánském poloostrově a jihovýchodních Alpách.
Jednotlivé druhy jsou velmi variabilní, vzhled závisí na prostředí, v němž žijí.

## Fyziologie
Rod Melampyrum je tvořen jednoletými poloparazitickými rostlinami, které vytváření na svých poměrně jednoduchých kořenech příchytky (haustoria). Díky těmto příchytkám se rostliny napojují na vodivé elementy (xylém) svého hostitele. Takto získávají vodu a potřebné minerální látky, ale také zřejmě uhlík.
Jedná se o poloparazitické rostliny tudíž mají vlastní funkční fotosyntézu pomocí niž není rostlina závislá v přijmu potravy pouze na své hostitelské rostlině.
Hostitelskými rostlinami rodu Melampyrum jsou nejčastěji rostliny z čeledi Pinaceae, Fagaceae, Betulaceae, ale také Rubiaceae, Fabaceae a Rosaceae.

## Zástupci v Česku
V České republice se vyskytuje sedm druhů černýšů:
- černýš bradatý (M. barbatum) byl kdysi zavlečen na Moravu, dnes je zřejmě vyhynulý
- černýš český (M. bohemicum) roste vzácně v borech a doubravách Polabí, Třeboňska, v okolí Olešnice u Kunštátu a u Žehrova v Českém ráji
- černýš hajní (M. nemorosum) roste hojně v listnatých lesích od nížin do podhůří
- černýš hřebenitý (M. cristatum) roste roztroušeně v lesích a na loukách v teplejších oblastech ČR (České středohoří, Český kras, Polabí, jižní Morava, Bílé Karpaty)
- černýš lesní (M. sylvaticum agg.) roste roztroušeně až hojně v lesích, zvláště ve vyšších polohách
- černýš luční (M. pratense) roste hojně v lesích a na loukách od nížin (zde vzácněji) po nejvyšší polohy
- černýš rolní (M. arvense) roste hojně na polích a stepních lokalitách teplejších oblastí ČR, jinde jen vzácně

## Taxonomie
Rod Melampyrum byl v minulosti řazen do čeledi Scrophulariaceae. Na základě molekulárních analýz je v současnosti společně s ostatními poloparazitickými rody, náležejícími původně do této čeledi, řazen do čeledi Orobanchaceae.